# 瑪麗湖 (加利福尼亞州)
瑪麗湖（英語：Lake Mary）是位於美國加利福尼亞州莫諾縣的一個非建制地區。該地的面積和人口皆未知。

## 地理
瑪麗湖的座標為37°36′00″N 119°00′04″W / 37.60000°N 119.00111°W，而該地的平均海拔高度為2733米（即8966英尺）。